# Kabinett Shinzō Abe I (Umbildung)
Das umgebildete Kabinett Abe regierte Japan unter Führung von Premierminister Shinzō Abe vom 27. August 2007 bis zum 26. September 2007. Am 29. Juli 2007 hatte Abes Koalition aus Liberaldemokratischer Partei (LDP) und Kōmeitō bei der Wahl zum Sangiin, dem Oberhaus, unter dem Eindruck von mehreren Ministerrücktritten, Spenden- und Rentenskandalen die Mehrheit an die Opposition verloren. Durch das sogenannte „verdrehte Parlament“ (Nejire Kokkai), in dem die beiden Parlamentskammern von verschiedenen Parteien kontrolliert wurden, erschwerte sich die Regierungsarbeit. Zwar verfügte Abes Koalition im Shūgiin, dem Unterhaus, über eine Zweidrittelmehrheit, die ein Überstimmen des Sangiin ermöglichte. Dennoch verzögerten sich wichtige Gesetzesvorhaben, und aus der LDP wurden vereinzelte Rücktrittsforderungen gegen Abe laut. Nach einer Reise nach Süd- und Südostasien bildete Abe sein Kabinett am 27. August um und besetzte die Führungsposten der LDP neu. Die formale Ernennung der Staatsminister in der kaiserlichen Residenz erfolgte noch am Abend desselben Tages.
Vier Minister (Amari, Ibuki, Fuyushiba, Ōta) behielten ihre Posten. Yoshimi Watanabe gehörte dem Kabinett in neuer Funktion weiterhin an; die Zuständigkeiten einiger Staatsminister wurden neu zugeschnitten. Der bisherige Außenminister Tarō Asō wechselte als Generalsekretär in die LDP-Führung.
Nach einem weiteren Ministerrücktritt und neuen Eingeständnissen von zwei Ministern, falsche Berichte über politische Spenden abgegeben zu haben, kündigte Abe am 9. September an, er werde zurücktreten, falls das Antiterrorismusgesetz, nach dem Japan mit einer Betankungsmission im Indischen Ozean an der Operation Enduring Freedom teilnimmt, nicht rechtzeitig verlängert werde. Bereits drei Tage später, am 12. September, erklärte er seinen Rücktritt, um die politische Blockade aufzulösen und die Verlängerung des Gesetzes zu ermöglichen. – Ob tatsächlich die innenpolitische Blockade oder vielmehr Abes Gesundheitszustand oder innerparteiliche Rivalitäten ausschlaggebend für seinen Rücktritt waren, war ungeklärt. Die resultierende vorzeitige Wahl des LDP-Vorsitzenden am 23. September entschied Yasuo Fukuda (Machimura-Faktion) gegen Tarō Asō (Asō-Faktion) für sich. Fukuda wurde am 25. September im Parlament gegen das Votum des Sangiin zum Premierminister gewählt und das neue Kabinett am 26. September formal ernannt.

## Staatsminister
| Amt | Name                                       | Bild                  | Kammer  | Fraktion | Faktion     |
| --- | ------------------------------------------ | --------------------- | ------- | -------- | ----------- |
| Premierminister | Shinzō Abe                                 | Shinzō Abe            | Shūgiin | LDP      | (Machimura) |
| Minister für Innere Angelegenheiten und Kommunikation Staatsminister für das Kabinettsbüro zuständig für Regionalreform, Postprivatisierung | Hiroya Masuda                              | Hiroya Masuda         | —       | —        | —           |
| Justizminister | Kunio Hatoyama                             | Kunio Hatoyama        | Shūgiin | LDP      | Tsushima    |
| Außenminister | Nobutaka Machimura                         | Machimura Nobutaka    | Shūgiin | LDP      | Machimura   |
| Finanzminister | Fukushirō Nukaga                           | Fukushirō Nukaga      | Shūgiin | LDP      | Tsushima    |
| Minister für Bildung, Kultur, Sport, Wissenschaft und Technologie                                                                           | Bunmei Ibuki                               | Bunmei Ibuki          | Shūgiin | LDP      | Ibuki       |
| Minister für Gesundheit, Arbeit und Soziales                                                                                                | Yōichi Masuzoe                             | Yōichi Masuzoe        | Sangiin | LDP      | —           |
| Minister für Landwirtschaft, Forsten und Fischerei                                                                                          | Takehiko Endō bis 3. September 2007        | Takehiko Endō         | Shūgiin | LDP      | Yamasaki    |
| Minister für Landwirtschaft, Forsten und Fischerei                                                                                          | Akira Amari kommissarisch                  | Akira Amari           | Shūgiin | LDP      | Yamasaki    |
| Minister für Landwirtschaft, Forsten und Fischerei                                                                                          | Masatoshi Wakabayashi ab 4. September 2007 | Masatoshi Wakabayashi | Sangiin | LDP      | Machimura   |
| Minister für Wirtschaft, Handel und Industrie                                                                                               | Akira Amari                                | Akira Amari           | Shūgiin | LDP      | Yamasaki    |
| Minister für Land, Infrastruktur und Transport zust. für Tourismus und maritime Angelegenheiten                                             | Tetsuzō Fuyushiba                          | Tetsuzō Fuyushiba     | Shūgiin | Kōmeitō  | —           |
| Umweltminister zust. für globale Umweltfragen                                                                                               | Ichirō Kamoshita                           | Ichirō Kamoshita      | Shūgiin | LDP      | Tsushima    |
| Verteidigungsminister | Masahiko Kōmura                            | Masahiko Kōmrua       | Shūgiin | LDP      | Kōmura      |
| Chefkabinettssekretär zust. für die Entführungsfrage                                                                                        | Kaoru Yosano                               | Kaoru Yosano          | Shūgiin | LDP      | —           |
| Vorsitzender der Nationalen Kommission für Öffentliche Sicherheit Staatsminister für Katastrophenschutz, Lebensmittelsicherheit             | Shin’ya Izumi                              | Shin’ya Izumi         | Sangiin | LDP      | Nikai       |
| Staatsminister für Angelegenheiten von Okinawa und der Nördlichen Territorien, Deregulierung, Lebensqualität, Wissenschaft und Technologie  | Fumio Kishida                              | Fumio Kishida         | Shūgiin | LDP      | Koga        |
| Staatsminister für den Finanzsektor | Yoshimi Watanabe                           | Yoshimi Watanabe      | Shūgiin | LDP      | —           |
| Staatsministerin für Wirtschafts- und Steuerpolitik                                                                                         | Hiroko Ōta                                 | Hiroko Ōta            | —       | —        | —           |
| Staatsministerin für die Bekämpfung des Geburtenrückgangs und für Geschlechtergleichstellung                                                | Yōko Kamikawa                              | Yōko Kamikawa         | Shūgiin | LDP      | Koga        |

Anmerkung: Der Premierminister gehört während seiner Amtszeit offiziell keiner Faktion an.

## Rücktritte
- Landwirtschaftsminister Endō trat wegen eines Skandals um missbräuchlich verwendete Subventionen zurück.[4]
- Premierminister Abe kündigte am 12. September 2007 seinen Rücktritt an.[5][6]